# Second Marché de la Bourse de Paris
Le Second Marché de la Bourse de Paris est un marché financier créé le 2 février 1983 et disparu le 18 février 2005, date à laquelle celui-ci a fusionné avec le Premier marché et le Nouveau marché exploités par Euronext pour donner lieu à la création des catégories Eurolist.
Le Second marché, destiné aux entreprises de taille moyenne et notamment aux PME familiales, disposait d'un cadre réglementaire plus souple que le Premier marché, quant à lui réservé aux grandes capitalisations et désigné sous le terme de « cote officielle » dans le langage courant. À titre d'exemple, les sociétés qui s'introduisaient sur le Second marché pouvaient n'ouvrir que 10% de leur capital au public (donc disposer d'un flottant de 10%), contre 25% pour les sociétés souhaitant s'introduire sur le Premier marché. La création du Second marché s'inspirait de l'« Unlisted Securities Market » de la bourse de Londres.
La cote du second marché se composait d'entreprises principalement françaises, mais aussi étrangères. Dans les années 1980, le Second marché a connu un important succès en accueillant de nouvelles entreprises cotées, mais également des sociétés transférées depuis le « hors-cote » ou jusqu'alors cotées en province.
Le Second marché a connu une première crise importante lors du krach d'octobre 1987, et a dû attendre la mi-1991 pour effacer sa chute. Un projet de suppression du Second marché est apparu au début des années 1990, restant alors sans suite, avant de se concrétiser en 2005 en raison d'un intérêt décroissant des investisseurs à la suite du krach boursier de 2001-2002 (éclatement de la bulle Internet).
Entre 1983 et 2003, le Second marché a accueilli un total de 689 sociétés ayant levé en bourse un montant agrégé de 13,5 milliards d'euros. Durant cette période, le Second marché a accueilli la majorité des nouvelles introductions à la Bourse de Paris. Plus de 20% des sociétés ayant été cotées sur le Second marché ont, dans un second temps, rejoint le Premier marché, certaines d'entre elles ayant par la suite rejoint le CAC 40 à l'instar de TF1, PPR (devenue Kering) ou Capgemini.